# Riñihue (Chile)
Riñihue es un poblado de la comuna de Los Lagos, ubicada en el sector oeste del Lago Riñihue en los faldeos del Cerro Tralcán.

## Historia

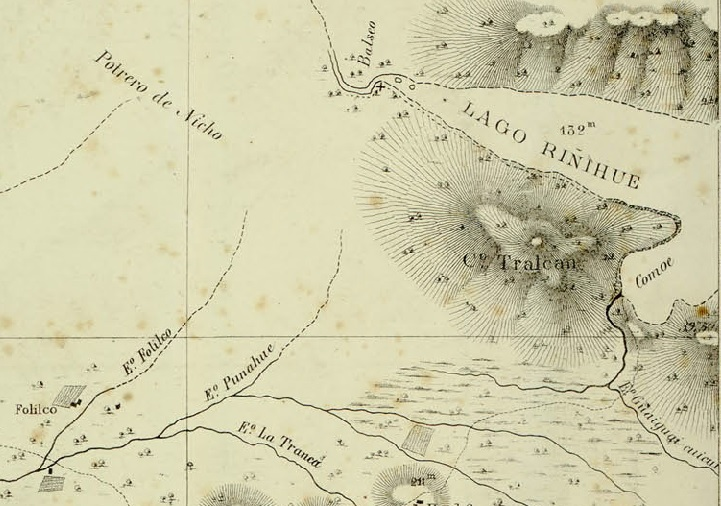
Lago Riñihue en el Mapa del Litoral de Valdivia de Francisco Vidal Gormaz en 1837

En el año 1869, el ingeniero Francisco Vidal Gormaz, encomendado por el Gobierno de Chile, publicó un mapa del Litoral de Valdivia desde Toltén hasta Caleta Milagro. En este documento incluyó los afluentes del Río Valdivia y el Lago Riñihue. La carta señala en el Lago Riñihue la ensenada de Comoe y el Estero de Guaiguai-Cuicui, además del sendero que iba desde la localidad de Riñihue por la ladera norte del Cerro Tralcau hasta El Balseo.
Entre los años 1867 y 1869, Vidal Gormaz realizó nuevos trabajos de exploración de los afluentes del Río Valdivia. Durante sus expediciones junto a la Comisión Exploradora, recorrió el sendero que comunicaba Huidif con el Lago Riñihue. Según sus registros de enero de 1868, el camino era bueno al principio, pero durante los meses de invierno, los sectores bajos y vegosos se tornaban intransitables. El recorrido debía hacerse con extrema precaución para evitar hundirse en el fango, y era necesario utilizar machetes para despejar la densa vegetación de bosques y colihuales.
El sendero o ‘Camino Real’ lo describe junto al estero de Guaiguai-Cuicui (actual estero Panqueco) y cuyo vado se encontraba antes de desaguar sus aguas al lago en la ensenada de Comoe, pero después de las lluvias y tras el aumento de nivel del lago solo era posible cruzar a la ribera occidental mediante canoas o una embarcación. Vidal Gormaz se refiere a la reducción indígena de Riñihue.
Una vez en la ribera occidental, se debía seguir una senda de 5 kilómetros hasta el sector de la punta del Tralcán o Tralcau a través un bosque espeso que no dejaba pasar la luz, siendo del tipo ‘bosques o montes colgados’ de olivillo o palo muerto, luego se bordeaba el lago Riñihue hasta el desagüe del Riñihue también llamada Balseo de Panguipulli.
En el Balseo no habían canoas o wampos por lo que los viajeros que venían de Panguipulli debían comunicarse desde la ribera norte mediante ‘humos convenidos’ con la reducción indígena de Riñihue. Los que venían desde el Sur a través de Huidif necesariamente debían pasar por la reducción de Riñihue para conseguir canoas. Ya en estso años Vidal Gormáz indica que este balseo había caído en desuso por la reducción de los indígenas y por el uso del vado de San Pedro en Quinchilca.

## Hidrología
Riñihue se ubica al suroeste de la desembocadura del Estero Panqueco. antiguamnete llamado Guaiguai-Cuicui.

## Accesibilidad y transporte
Riñihue se encuentra a aproximadamente 36 kilómetros al noreste de la comuna de Los Lagos, por la Ruta T-45.

## Infraestructura
Dentro del poblado se encuentra la Posta de Salud Rural Riñihue, la Escuela rural Enrique Hevia Labbe y la Casona Cultural Comunitaria de la Corporación de Desarrollo Riñihue.